# Confit de canard
Cet article possède un paronyme, voir Conflit de canard.
Le confit de canard (comme le confit d'oie) est une spécialité culinaire du sud-ouest de la France.

## Historique
L'élevage des oiseaux est une pratique qui remonte à l'Antiquité égyptienne. La pratique du gavage s'est perpétuée pendant et après la chute de l'Empire romain en Europe centrale.
Le maïs, ou « blé de Turquie », étant originaire d'Amérique centrale, le gavage au maïs est arrivé tardivement. Mais l'addition du maïs et des oiseaux permet aux paysans de faire provisions pour l'hiver.
Le confit entre dans l'histoire grâce à Henri IV, élevé à la campagne, qui prie le gouverneur du Béarn de lui faire parvenir une douzaine d'oies salées, « les plus grosses que vous pourrez trouver de sorte qu'elles fassent honneur au pays ». Des tables paysannes, le confit d'oie passe alors  aux tables des seigneurs.

## Préparation
Il se prépare avec des oiseaux gras, engraissés par gavage, les mêmes dont sont issus le magret et le foie gras.
La viande est cuite pendant au moins 2 h dans la graisse chaude, entre 70 et 85 °C, puis mise en bocaux et recouverte de graisse, de telle sorte que l'air ne puisse pas entrer en contact avec elle et la détériorer. 

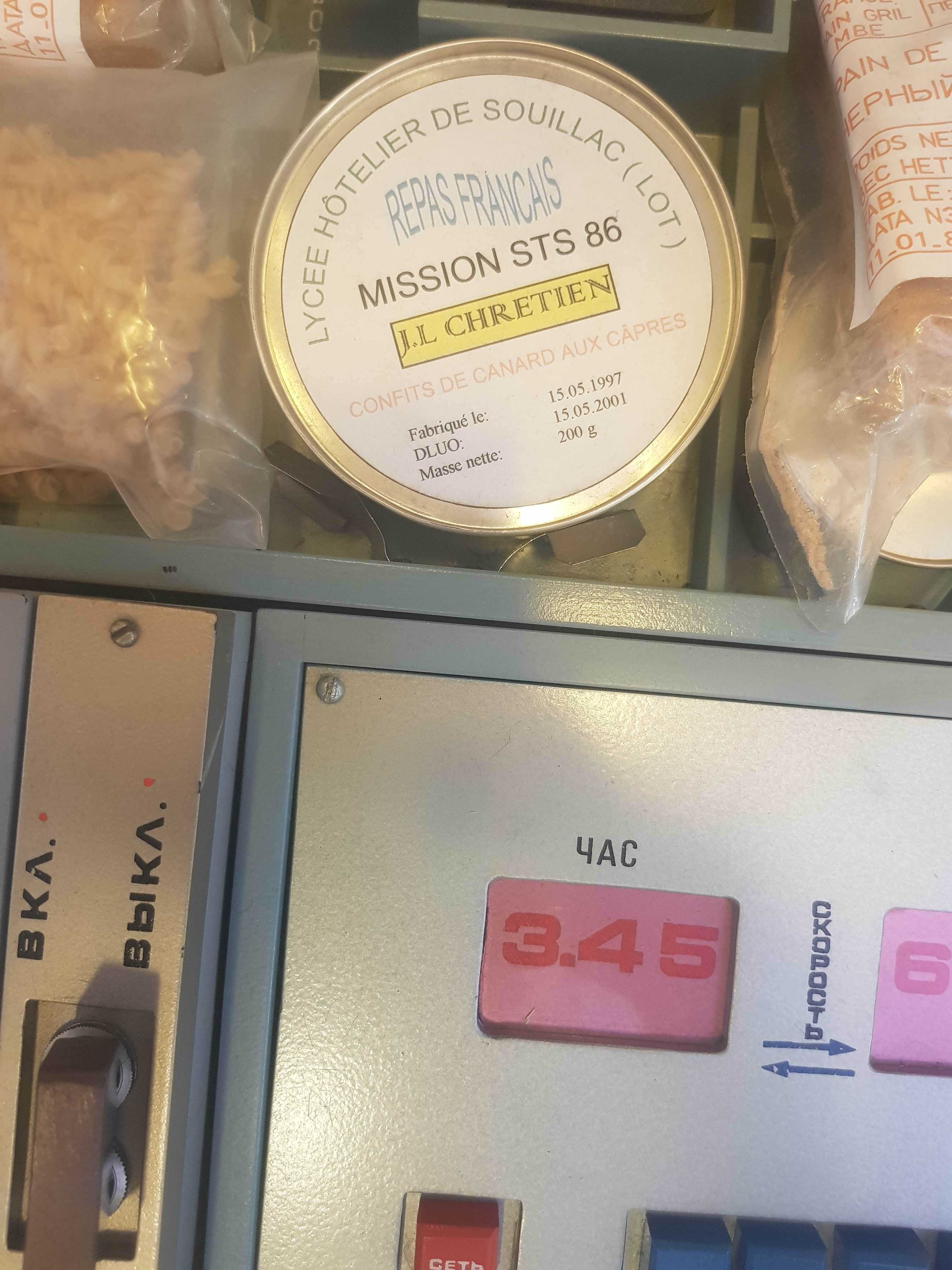
Le confit de canard de Jean-Loup Chrétien dans la station Mir (Cité de l'Espace...)

Dans le temps, c'était (avec le salage), l'une des seules méthodes qui permette de conserver de la viande sur une durée allant de quelques mois à un an. L'autre technique consiste ensuite à pratiquer l'appertisation (stérilisation à la chaleur) de la viande mise dans les bocaux (ou des barquettes).

## Utilisation
Une recette classique, à base de confit de canard, consiste à faire frire ou griller la viande dans une petite partie de sa graisse jusqu'à ce que la peau soit bien brune et croquante, puis à faire rôtir des pommes de terre assaisonnées d'ail dans le reste de la graisse pour l'accompagner. On appelle les pommes de terre ainsi préparées pommes de terre à la sarladaise. On peut aussi accompagner le confit de canard de chou rouge, cuit à petit feu, avec des pommes et du vin rouge ou d'une sauce à l'oseille.

## Photographies

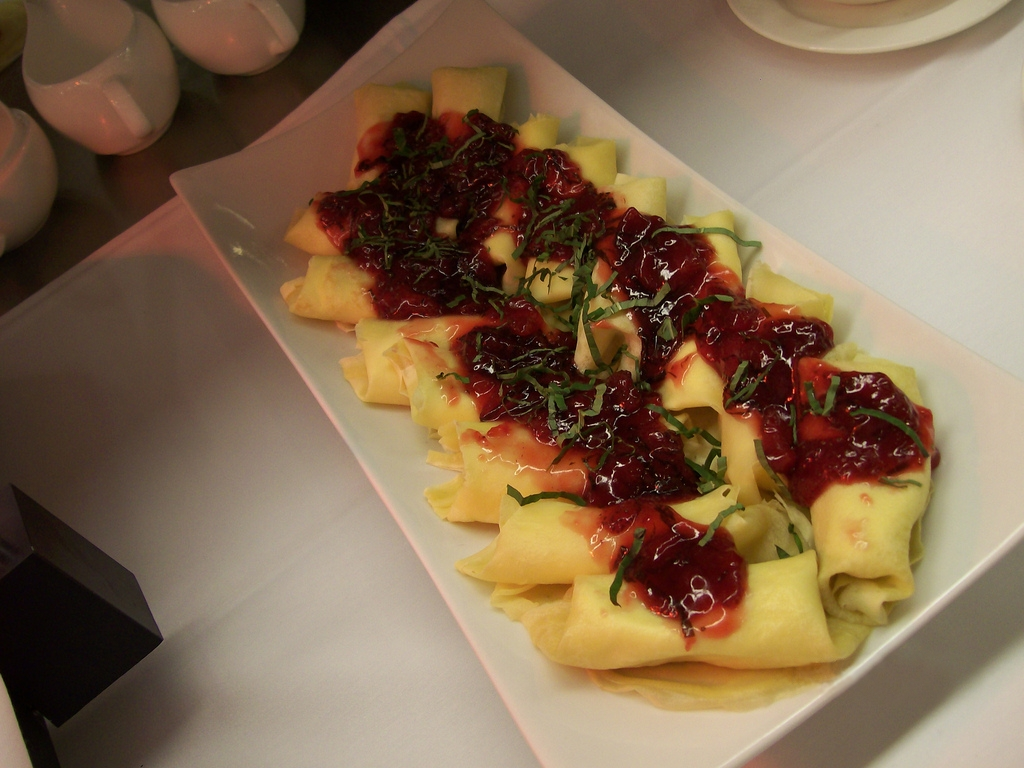
Crêpes fourrées de confit de canard à la sauce Cumberland
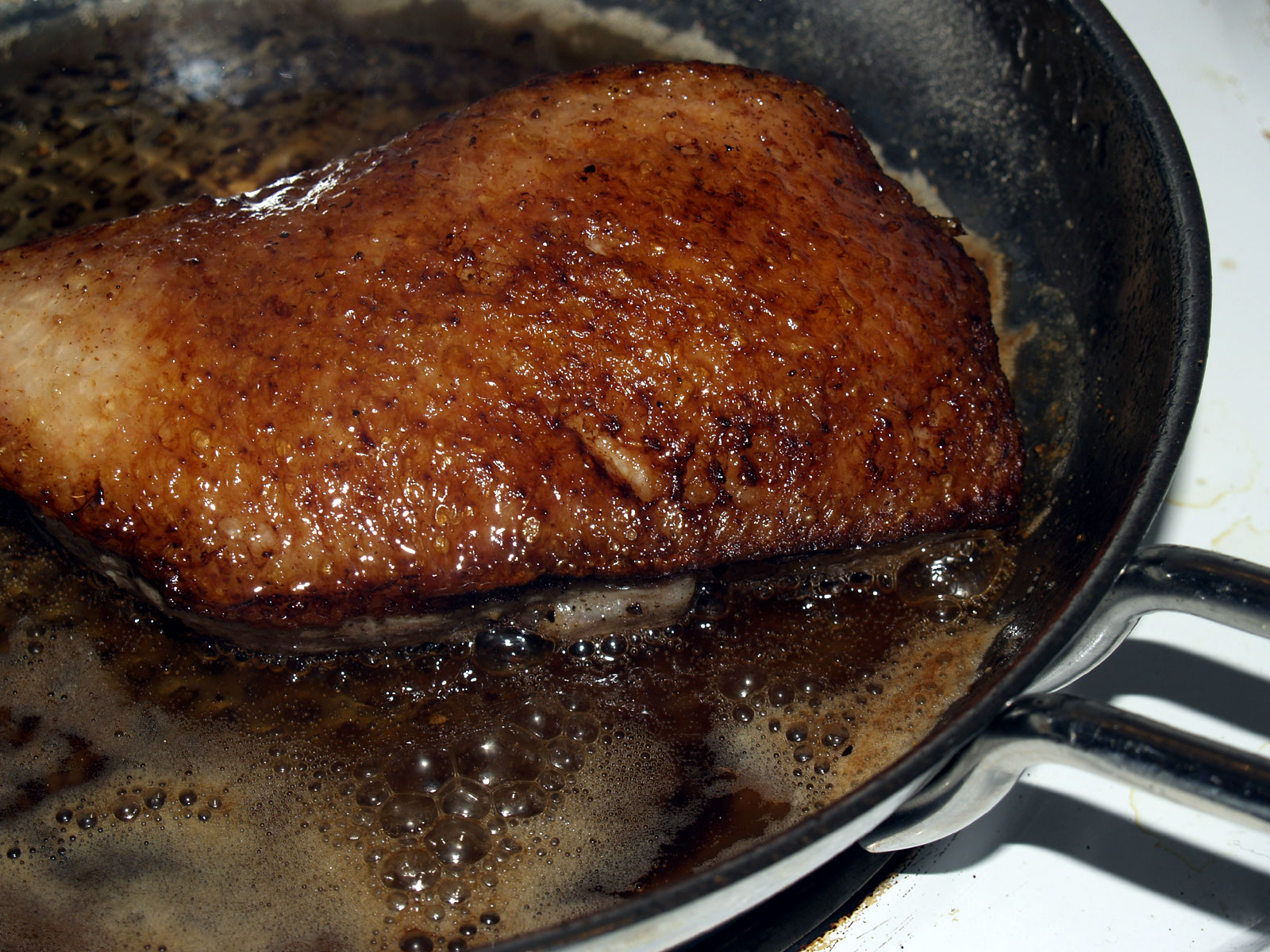
Confit de canard poêlé
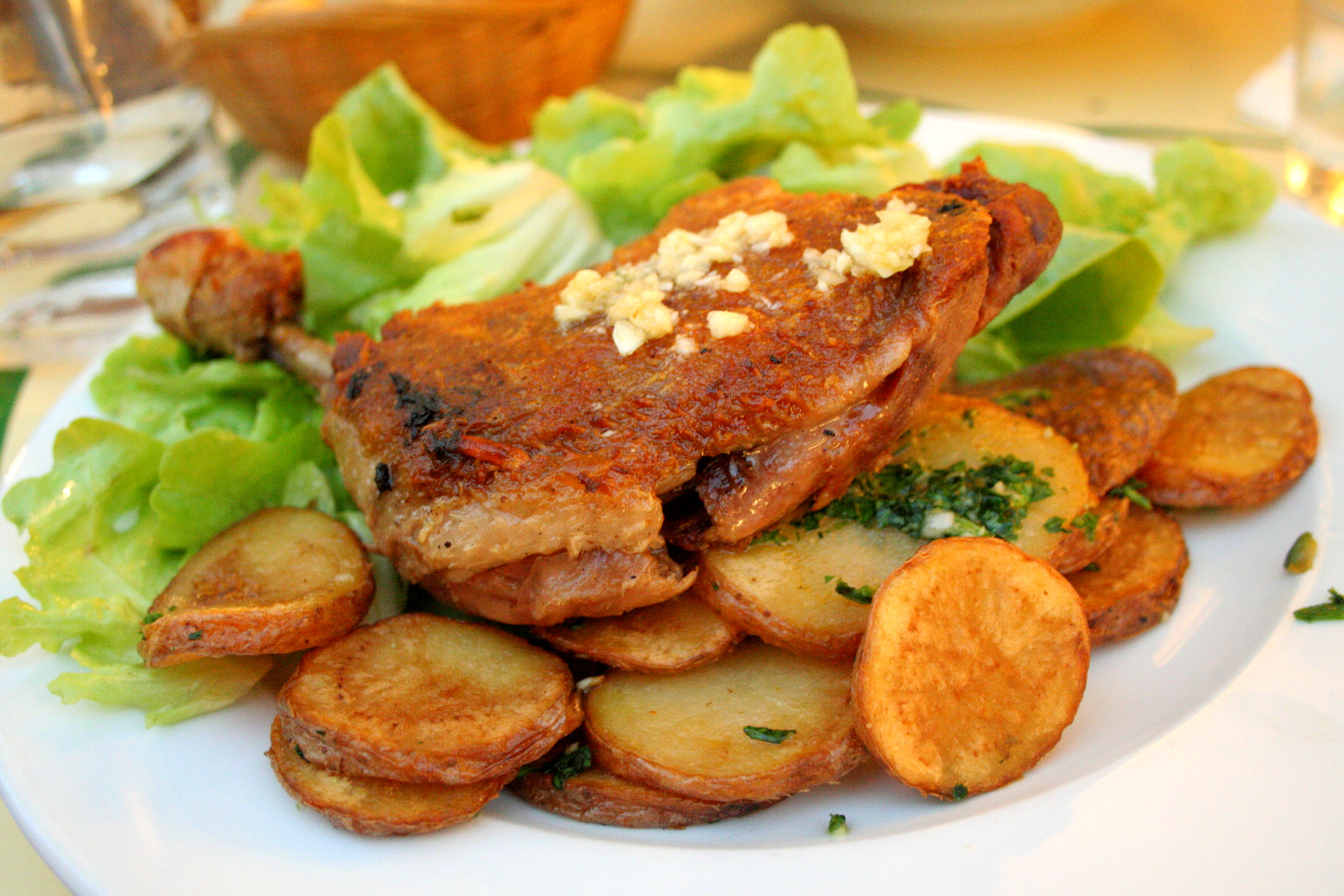
Confit et pommes de terre à la sarladaise